# Lactaatacidose
Lactaatacidose is acidose, i.e. verzuring door ophoping van lactaat, oftewel melkzuur. Symptomen die zich kunnen voordoen zijn pijn aan de spieren, suf zijn, maag-darmklachten.